# Thủy điện Pờ Hồ
Thủy điện Pờ Hồ là thủy điện xây dựng trên suối Pờ Hồ ở vùng đất xã Trung Lèng Hồ huyện Bát Xát tỉnh Lào Cai, Việt Nam.
Thủy điện Pờ Hồ có công suất lắp máy 13,2 MW với 3 tổ máy, khởi công tháng 3/2016, hoàn thành tháng 2/2019.
Thủy điện Pờ Hồ thi công khi chưa làm xong các thủ tục, và đã tự tiện phá rừng nguyên sinh.

## Suối Pờ Hồ
Suối Pờ Hồ là phụ lưu cấp 1 của ngòi Tà Lơi trong thủy vực của Ngòi Phát, chảy ở xã Trung Lèng Hồ huyện Bát Xát.

Suối khởi nguồn từ sườn bắc dãy núi cao trên 2200 m ở vùng tây nam xã Trung Lèng Hồ, trên ranh giới tỉnh Lào Cai với Lai Châu. Suối chảy hướng đông bắc rồi bắc, đổ vào ngòi Tà Lơi ở vùng bắc xã Trung Lèng Hồ.
Lưu vực Ngòi Phát phát triển ở sườn đông bắc dãy núi cao và dốc ở huyện Bát Xát, nên giàu tiềm năng thủy điện, và đã xây dựng nhiều thủy điện.
- Thủy điện Mường Hum có công suất lắp máy 32 MW, khởi công tháng 05/2008 hoàn thành tháng 3/2011.[7]
- Thủy điện Ngòi Phát có công suất lắp máy 72 MW với 3 tổ máy, khởi công năm 2004, tái khởi động tháng 6/2013, khánh thành tháng 11/2014.[8].

Trên ngòi Tà Lơi năm 2019 có 3 bậc thủy điện với tổng công suất lắp máy 33 MW.
- Thủy điện Tà Lơi 1 có công suất lắp máy 15 MW với 2 tổ máy, sản lượng trung bình hơn 58 triệu KWh/năm.[9]
- Thủy điện Tà Lơi 2 có công suất lắp máy 10,5 MW với 3 tổ máy, sản lượng trung bình hơn 48 triệu KWh/năm, khởi công xây dựng tháng 10/2012, hoàn thành tháng 07/2016.[10] 22°29′21″B 103°39′56″Đ / 22,489292°B 103,665572°Đ
- Thủy điện Tà Lơi 3 có công suất lắp máy 7,5 MW với 2 tổ máy, sản lượng trung bình hơn 30 triệu kWh/năm, khởi công xây dựng tháng 3/2010, hoàn thành tháng 11/2012.[11].22°30′22″B 103°41′26″Đ / 22,506232°B 103,690628°Đ